# Universal Studios Japan
Universal Studios Japan (ユニバーサル・スタジオ・ジャパン, Yunibāsaru Sutajio Japan) est un parc à thèmes japonais situé dans l'arrondissement Konohana-ku d'Osaka. Troisième des parcs d'attractions de Universal Destinations & Experiences, il est le premier à ouvrir en dehors des États-Unis, le 31 mars 2001. Il est desservi par la gare d'Universal City sur la ligne Sakurajima.
Le parc possède de nombreuses similitudes avec Universal Studios Florida à Orlando, avec notamment plusieurs attractions identiques. Cependant, depuis quelques années, le parc commence à prendre sa propre direction en ouvrant des attractions exclusives plus proches de la demande nippone. Ainsi des héros de manga et des personnages japonais font leur apparition.
Lors de l'année fiscale 2016/2017, le parc accueille un peu plus de 14 millions de visiteurs, une hausse de près de cinq millions en trois ans, ce qui en fait alors le quatrième parc d'attractions le plus visité au monde. En septembre 2015, Comcast annonce l'acquisition pour 1,5 milliard de dollars de 51 % de Universal Studios Japan,.
L'année 2020 est marquée par les conséquences dues à la pandémie de Covid-19. L'analyse du rapport 2020 de la Themed Entertainment Association souligne que la fréquentation du parc diminue de 66,2 % passant de 14,5 millions en 2019 à 4,901 millions. La moyenne mondiale se chiffre à 67,2 % et à 57,9 % en Asie. Jusqu'alors en troisième position des parcs asiatiques en matière de fréquentation, Universal Studios Japan gagne une place, derrière Shanghai Disneyland atteignant la tête du classement.
En 2023, la fréquentation est de 16 000 000 de visiteurs, soit une moyenne de 43 000 par jour, ce qui classe USJ en troisième position au monde en matière de fréquentation d'un parc à thèmes.

## Zones thématiques
Le parc combine des attractions du catalogue d'Universal Studios et Islands of Adventures de Floride tout en ajoutant des attractions exclusives, parfois sans réel rapport avec des films ou des séries produits par Universal ou ses filiales.

### New York

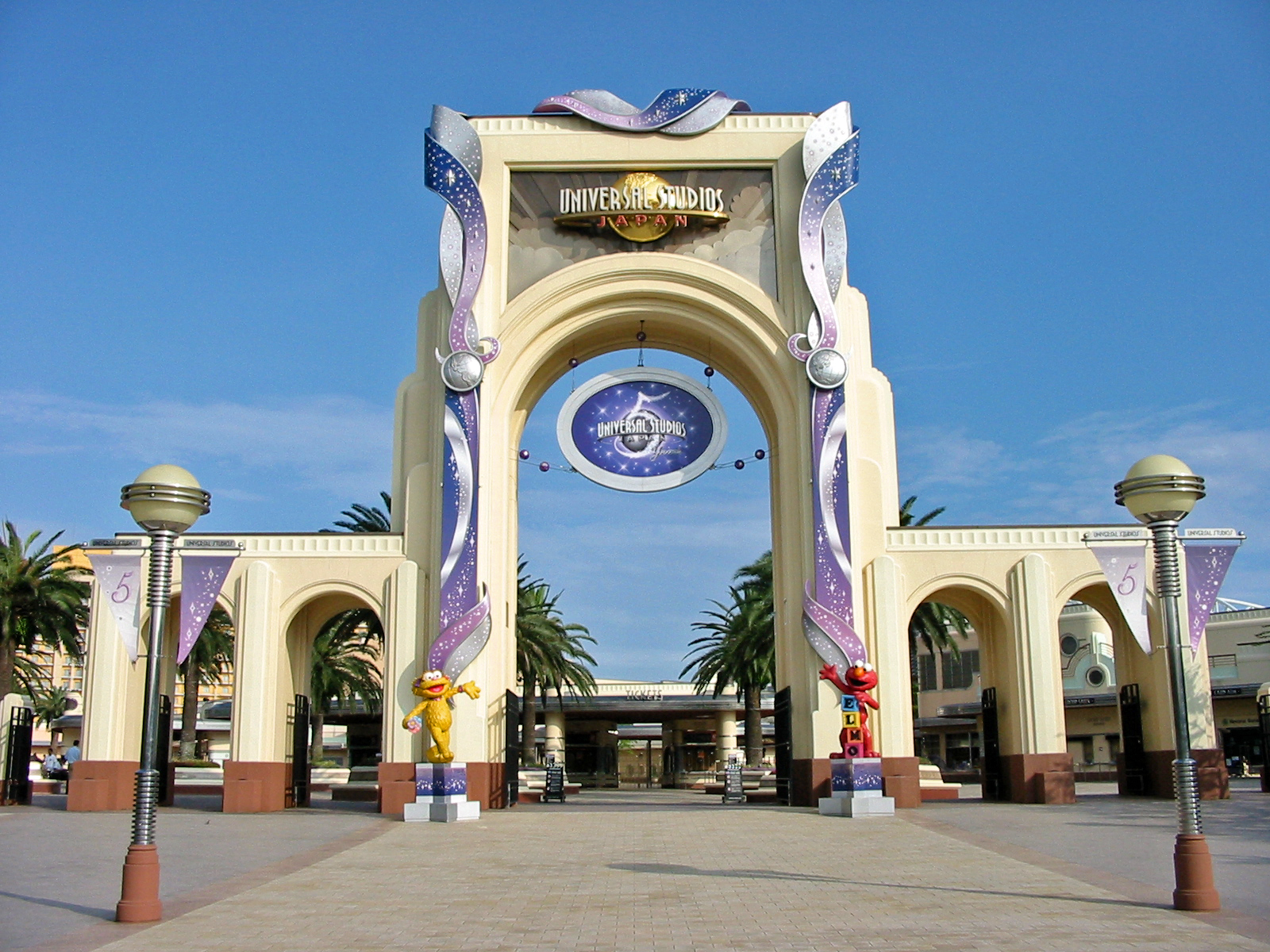
Entrée principale du parc.

Le parc recrée l'ambiance de la Big Apple. On y retrouve deux attractions déjà présentes aux États-Unis :
- The Amazing Adventures of Spider-Man
- T2 3-D: Battle Across Time

### Hollywood

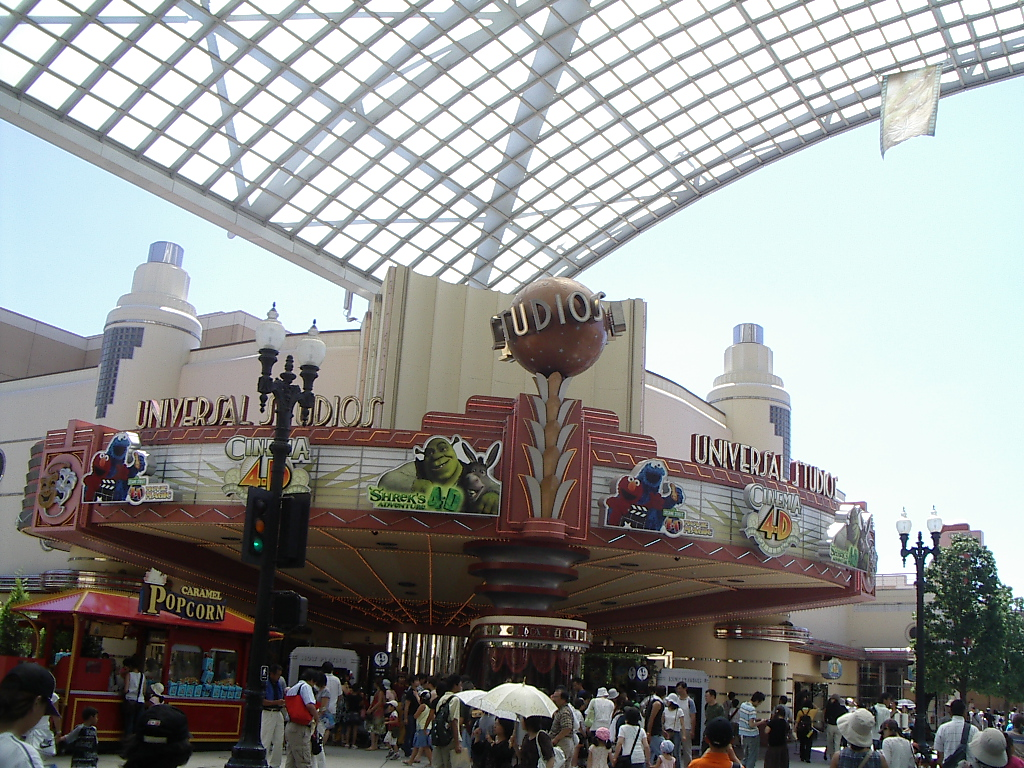
Cinéma 4D.

Au cœur d'un Hollywood Boulevard reconstitué, les visiteurs déambulent dans une rue entièrement couverte d'une immense verrière à l'image du parc Tokyo Disneyland avec World Bazaar :
- Shrek's 4-D Adventure
- Sesame Street 4-D Movie Magic
- Universal Monsters Live Rock and Roll Show
- Animation Celebration 3D
- Hollywood Dream: The Ride
- Space Fantasy: The Ride
- Magical Starlight Parade
- Fantastic World

### San Francisco
Reconstitution de la ville de San Francisco au nord de la Californie, avec une attraction devenue unique depuis sa fermeture en Floride et Californie :
- Backdraft

### Jurassic Park

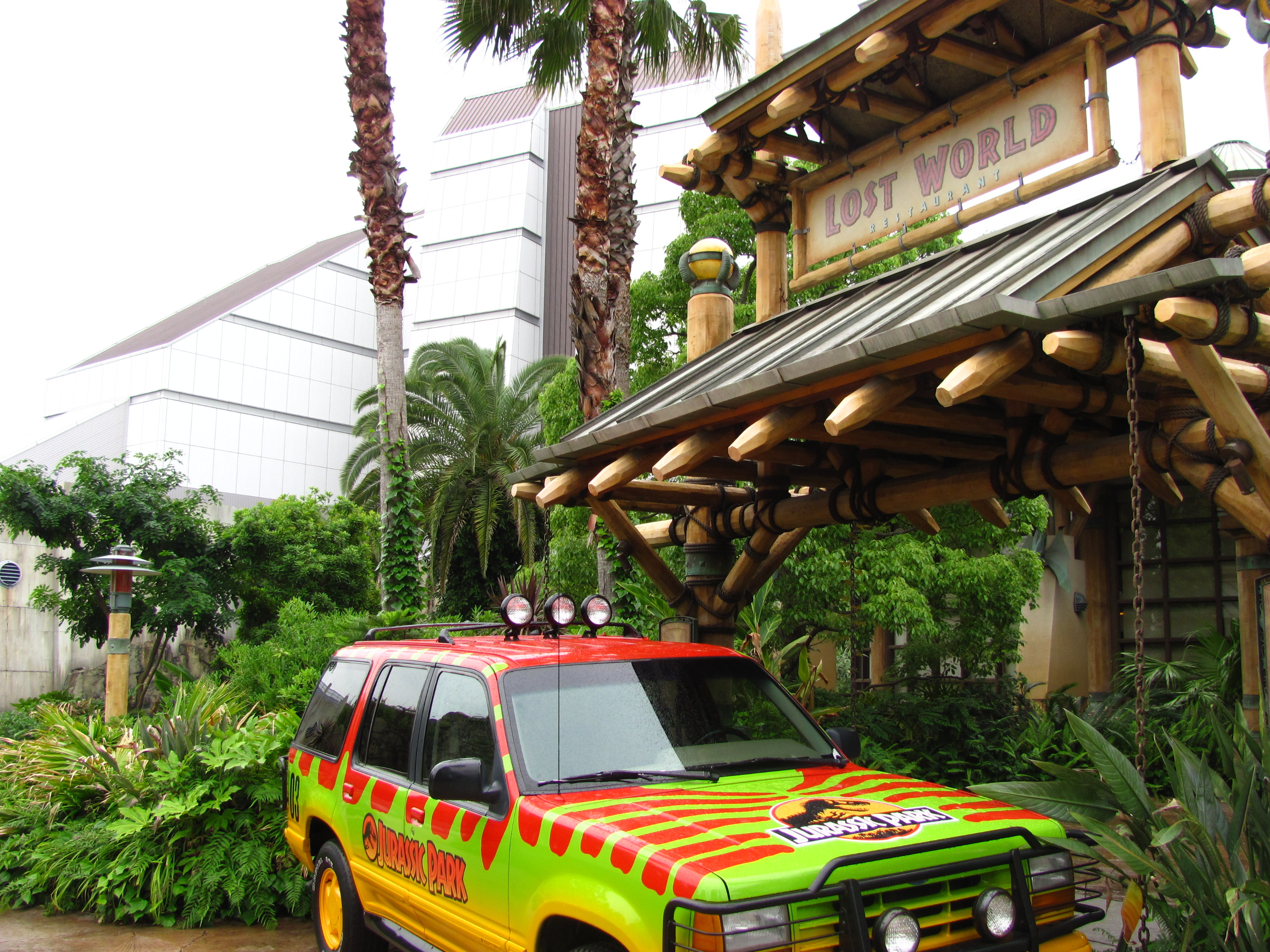
Jurassic Park: The Ride.

Le parc de Dinosaures, basé sur le film Jurassic Park de Steven Spielberg, avec l'attraction présente dans les autres parcs du groupe :
- Jurassic Park: The Ride
- The Flying Dinosaur

### Minion Park
Zone du parc dédiée à l'univers des films Moi, moche et méchant.
- Despicable Me Minion Mayhem
- Freeze Ray Sliders

### Snoopy Studios

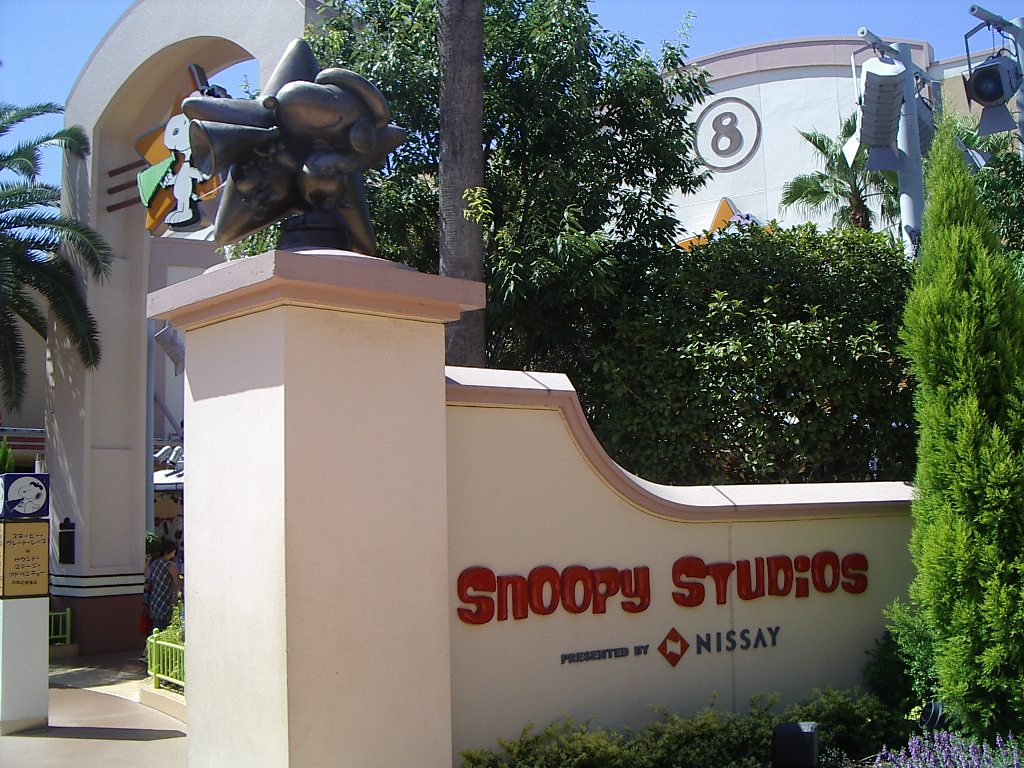
Snoopy Studios.

Exclusivité d'Universal Studios Japan, les visiteurs peuvent aller à la rencontre de Snoopy :
- Snoopy's Great Race
- Peppermint Patty's Stunt Slide
- The Flying Snoopy

### Hello Kitty Fashion Avenue
Autre exclusivité du parc, basée sur Hello Kitty :
- Hello Kitty's Cupcake Dream

### Sesame Street Fun Zone
La zone au thème de 1, rue Sésame se compose de trois sous-zones.
Elmo's Imagination Playland : 
- Elmo's Bubble Bubble
- Abby's Magical Party
- Moppy's Lucky Dance Party
- Big Bird's Big Nest
- Grover's Construction Company
- Bert and Ernie's Wonder-The Sea

Sesame Central Park : 
- Sesame's Big Drive
- Big Bird's Climbing Nest
- Abby's Magical Tree
- Abby's Magical Garden
- Water Garden
- Cookie Monster Slide
- Ernie's Rubber Duckie Race

Sesame Street Plaza : 
- Elmo's Little Drive
- Big Bird's Big Top Circus

### Super Nintendo World
La zone ouvre en mars 2021 et comprend trois attractions : 
- Mario Kart: Koopa's Challenge
- Yoshi's Adventure
- Power Up Band Key Challenges

### Lagoon
Situé au cœur du parc, cette zone permet d'accueillir régulièrement des spectacles visibles tout autour du parc.
- Peter Pan's Neverland

### Water World
Présenté à l'identique des parcs aux États-Unis :
- Waterworld: A Live Sea War Spectacular

### Amity Village
Sous la partie San Francisco, on y retrouve l'attraction basée sur les Dents de la mer de Steven Spielberg :
- Jaws

### The Wizarding World of Harry Potter - Hogsmeade

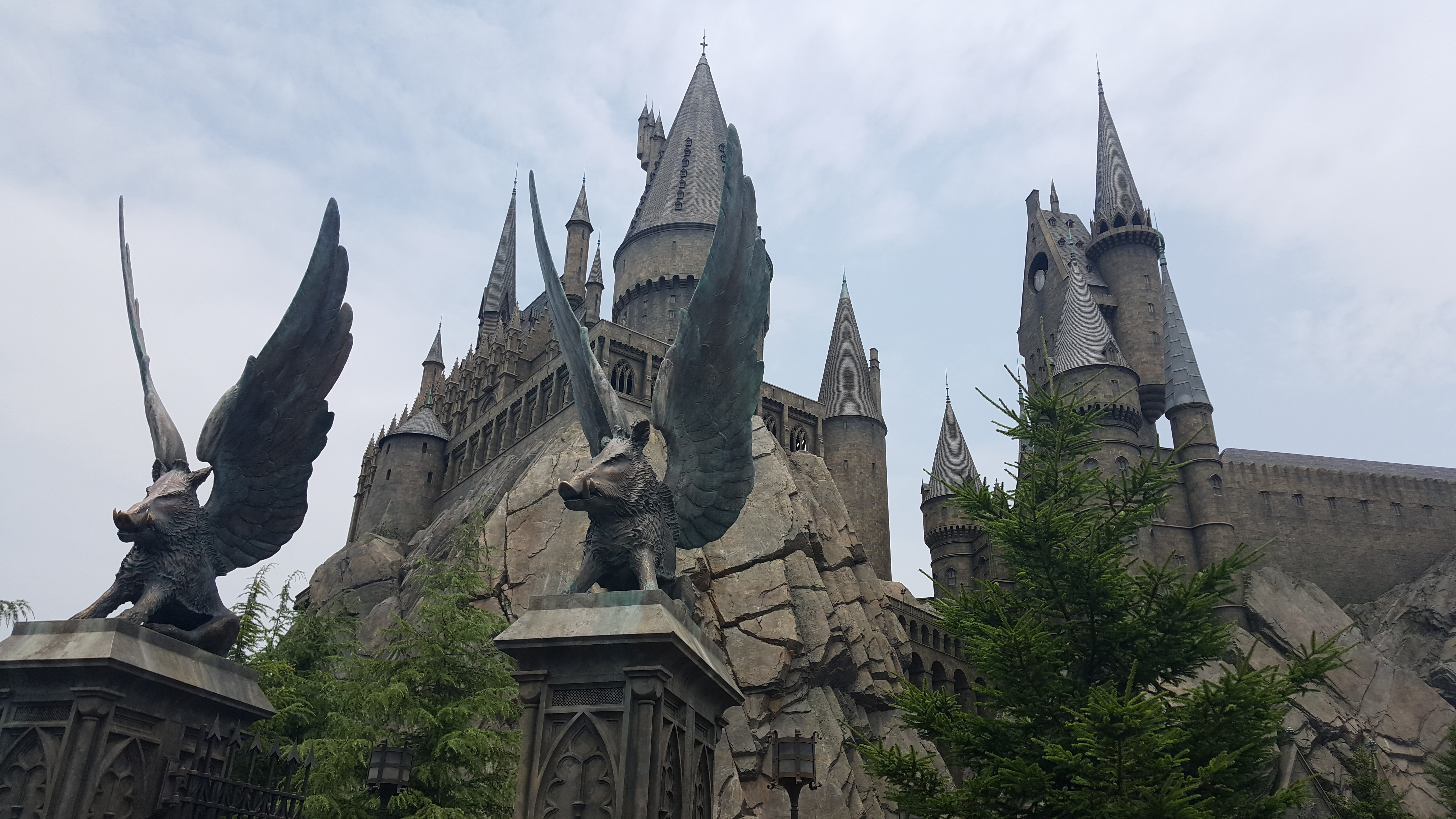
Poudlard.

La zone, inaugurée en 2014, comprend deux attractions :
- Flight of the Hippogriff
- Harry Potter and the Forbidden Journey

## Zone en construction
En mai 2015, Universal Parks & Resorts annonce un partenariat avec Nintendo pour créer de nouvelles attractions. En mars 2016, Universal Studios Japan et Nintendo annoncent qu'une nouvelle zone à thème Nintendo sera rattachée au parc en 2020, à temps pour les Jeux olympiques d'été de Tokyo 2020 avant l'annonce de leur report.
40 milliards de yens sont investis pour le projet, financé par Universal. La zone mettra en vedette de nombreuses attractions sur le thème de la franchise Super Mario, ainsi que d'autres personnages de Nintendo. Une zone orientale du parc, actuellement utilisée pour les événements, est confirmée comme étant l'emplacement de ce nouveau développement.

## Anciennes attractions
Les anciennes attractions du parc sont :
- La zone Western, avec The Wild Wild Wild West Stunt Show et le spectacle Animal Actors, est modifiée pour devenir Land of Oz en 2006.
- La zone Land of Oz est fermée en 2011 avec Wicked, Toto & Friends et Magical Oz-Go-Round.
- E.T. Adventure ferme en 2009 et est remplacé par Space Fantasy: The Ride.
- Back to the Future: The Ride ferme en 2016 dans la zone de San Francisco.

## Fréquentation
Fréquentation annuelle 

14 500 000 (2019)
4 901 000 (2020)
5 500 000 (2021)
12 350 000 (2022)